# Tango T600
Tango T600 – elektryczny mikrosamochód produkowany przez amerykańskie przedsiębiorstwo Commuter Cars w latach 2005–2014.

## Historia i opis modelu

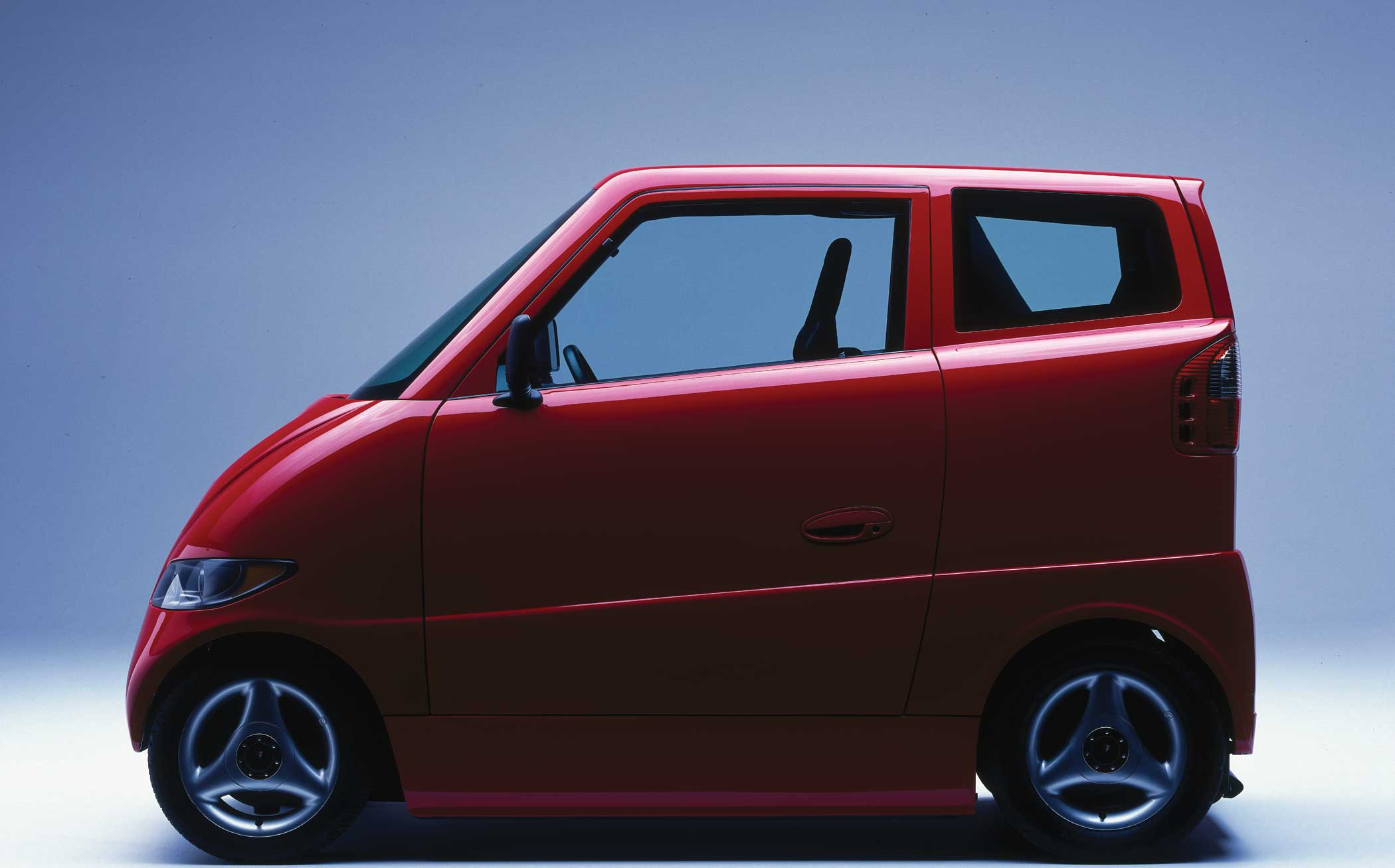
Tango T600 - sylwetka

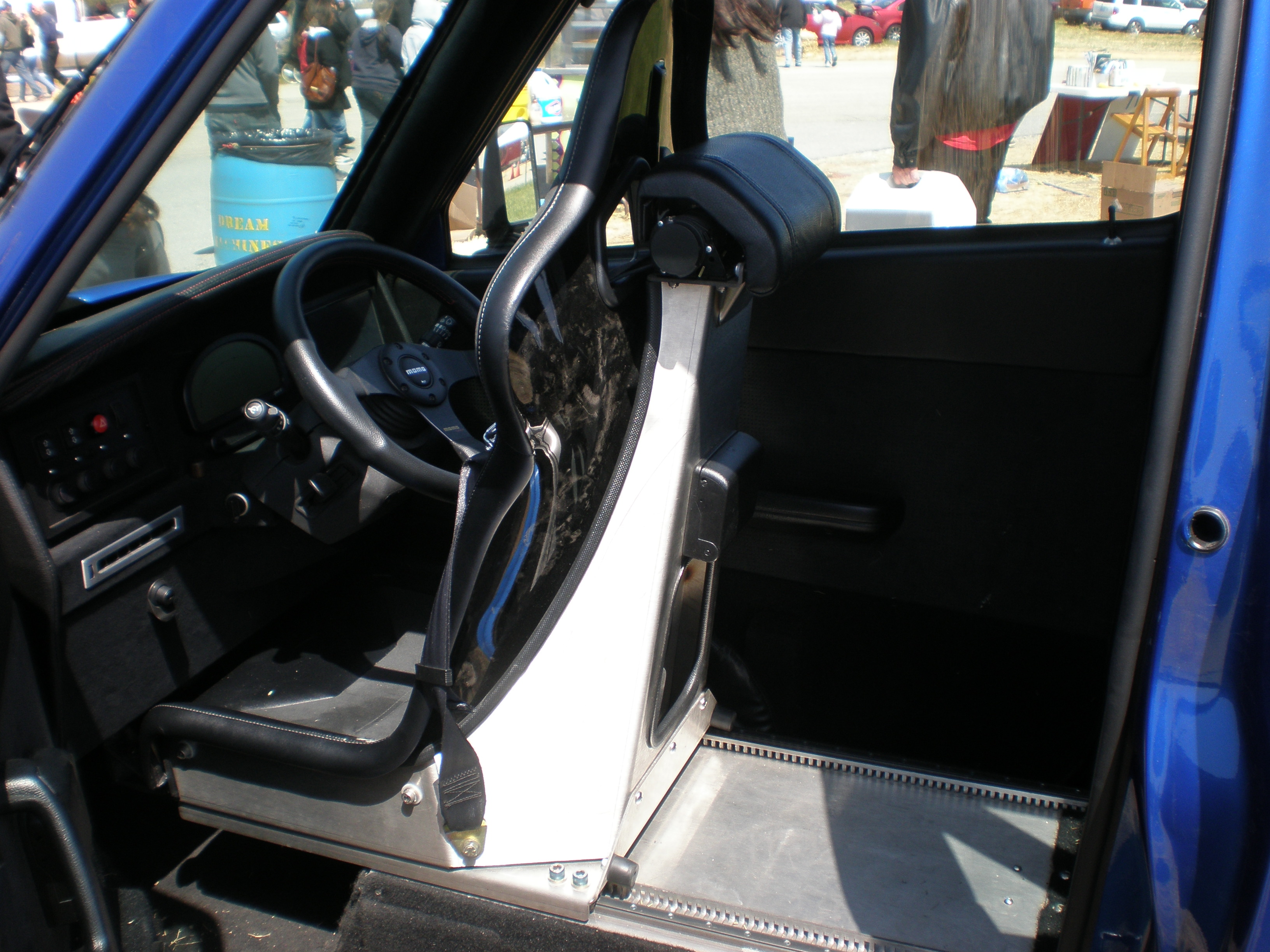
Tango T600 - kabina pasażerska

7 lat po założeniu przedsiębiorstwa Commuter Cars, projekt niewielkiego mikrosamochodu elektrycznego doczekał się realizacji w postaci modelu Tango T600. Przedstawiony w połowie 2005 roku, przyjął postać małego i wysokiego, jednak ponadnormatywnie wąskiego z nadwoziem szerokim na mniej niż 1 metr. Proporcje pojazdu zostały podyktowane chęcią jak najłatwiejszego manewrowania po zakorkowanych arteriach amerykańskich przedmieść, mogąc także swobodnie parkować prostopadle do krawężnika.
W kabinie pasażerskiej T600 umieszczono dwa fotele kubełkowe jeden za drugim wykończone skórą, z kolei koło kierownicy utworzyła kierownica o sportowym wyprofilowaniu firmy Momo. Pomimo nietypowych proporcji, według deklaracji producenta Tango T600 był samochodem stabilniejszym od pojazdów sportowych i bezpieczniejszym do prowadzenia od motocykli.

### Sprzedaż
Rozpoznawalność nietypowej koncepcji elektrycznego, wąskiego mikrosamochodu zapewnił pierwszy nabywca Tango T600, którym został amerykański aktor George Clooney. Z powodu zawirowań związanych z partnerem projektu Commuter Cars, firma nie była w stanie dostarczyć i zbudować kolejnych egzemplarzy do 2008 roku, w którym przejmując produkcję samodzielnie udało się opracować 10 samochodów. Do 2014 roku powstało kolejne 10 egzemplarzy, a samo Tango T600 nigdy nie trafiło do masowej, seryjnej produkcji poza ok. 20 zbudowanymi sztukami. Cena za sztukę wynosiła 120 tysięcy dolarów.

### Dane techniczne
Tango T600 to samochód w pełni elektryczny, który napędzał silnik elektryczny o deklarowanej mocy 805 KM. Pozwalało to na sportowe osiągi wynoszące kolejno sprint do 100 km/h w 3,2 sekundy i 1356 Nm maksymalnego momentu obrotowego. Na jednym ładowaniu do pełna wynoszącym ok. 3 godziny Tango T600 było w stanie przejechać ok. 128 kilometrów.